# Precessione

Il momento meccanico puro causato dalla coppia di forze F_{g} e −F_{g} causa una variazione del momento angolare L nella direzione del momento. Questo induce nella cima una precessione.

In fisica la precessione è il cambiamento della direzione dell'asse di rotazione di un corpo in movimento rotatorio: se si sceglie in modo appropriato il sistema di riferimento, in modo che il terzo angolo di Eulero descriva la rotazione, allora la precessione avviene al solo cambiare del terzo angolo di Eulero. In altre parole, se l'asse di rotazione di un corpo sta ruotando attorno ad un secondo asse, si dice che quel corpo è in precessione rispetto al secondo asse. Esistono due tipi di precessione, precessione torque-free e precessione giroscopica (o torque-induced).

## Meccanismo

La precessione di una trottola

L'esempio più immediato della precessione si osserva nel moto della trottola. Una trottola è un oggetto avente simmetria rotazionale e dotato di un puntale di appoggio nella parte inferiore, al quale si imprime un rapido moto di rotazione intorno all'asse di simmetria.
La trottola è soggetta a due forze: la forza di gravità, che si applica nel suo centro di massa, diretta verticalmente verso il basso e la reazione vincolare, diretta verso l'alto, che si esercita nel punto in cui il puntale della trottola tocca il piano su cui essa è appoggiata. La somma di queste due forze è nulla. Poiché l'asse della trottola non è mai perfettamente verticale, la torsione τ di questa coppia di forze non è nulla, in quanto il centro di massa non si trova esattamente sopra il punto di appoggio. Quando la trottola non è in rotazione, l'effetto di questo momento è semplicemente quello di far cadere la trottola.
Quando invece la trottola ruota, essa possiede un momento angolare L diretto lungo l'asse di rotazione: poiché τ è ad esso perpendicolare, il suo effetto è quello di cambiarne la direzione, non l'intensità. La variazione è nella direzione di τ, che è orizzontale: perciò l'asse di rotazione della trottola ruota intorno alla verticale, ma la trottola non cade finché la sua rotazione non si esaurisce per l'attrito.
In effetti, per un calcolo preciso, occorre considerare che il momento angolare della precessione si aggiunge a quello della rotazione: perciò il momento angolare risultante non è esattamente diretto lungo l'asse di simmetria della trottola. Questo provoca un'oscillazione della trottola trasversalmente al moto di precessione, chiamata nutazione. L'ampiezza della nutazione è molto piccola quando la velocità angolare di precessione è trascurabile rispetto a quella di rotazione; man mano che la trottola rallenta, le oscillazioni diventano sempre più forti fino a che il puntale scivola o la trottola tocca il piano di appoggio e quindi "cade".

## Precessione degli equinozi
La Terra possiede un moto di precessione: il suo asse di rotazione ruota lentamente (con un ciclo di 25.800 anni) intorno alla perpendicolare al piano della sua orbita, rispetto alla quale è inclinato di circa 23°27'. Questo fenomeno è dovuto all'attrazione del Sole e della Luna, e al fatto che la sua forma non è esattamente sferica. Si parla di precessione degli equinozi, in quanto tra gli effetti della precessione vi è quello di spostare lentamente i punti equinoziali lungo la volta celeste. Questo fenomeno fa sì che la linea degli equinozi (cioè il segmento congiungente i due punti dell'orbita terrestre in cui si verificano gli equinozi) ruoti. Tale rotazione avviene in senso orario, proprio come quello della precessione terrestre. In base a questo fatto, ogni anno gli equinozi si verificano con un anticipo di venti minuti rispetto all'anno precedente. La linea degli equinozi, infatti, ruota in senso contrario a quello della rivoluzione terrestre, andando, per così dire, "incontro" alla Terra lungo la sua orbita.

## Precessione del perielio
Il termine precessione viene usato in astronomia anche per un altro tipo di fenomeno: per effetto delle interazioni gravitazionali tra i pianeti del sistema solare, le loro orbite non sono ellissi fisse e immutabili, come prevederebbero le leggi di Keplero, ma cambiano lentamente forma, in particolare l'asse dell'ellisse ruota lungo il piano dell'orbita così che la posizione del perielio si sposta gradualmente. Questo moto è chiamato precessione del perielio.